# جيم ليند
جيم ليند هو سياسي كندي، ولد في 8 مارس 1913 في كندا، وتوفي في 22 أبريل 1980. حزبياً، نشط في الحزب الليبرالي الكندي. وقد انتخب عضو مجلس العموم الكندي.